# Cmentarz żydowski w Margoninie
Cmentarz żydowski w Margoninie – kirkut powstały w XVIII wieku. Miał powierzchnię 1 ha. Mieścił się przy ul. Okopowej. Kirkut został zdewastowany w czasie okupacji hitlerowskiej. Obecnie cmentarz jest nieogrodzony i umieszczone są na nim odzyskane macewy. W jego miejscu znajduje się granitowa tablica przymocowana do Kamienia Pamięci, mówiąca o istnieniu kirkutu.